# Бейтунь
Бейтунь (кит. спр. 北屯市, піньїнь: Běitún Shì) — місто-повіт в китайській автономії Сіньцзян; з усіх боків оточене префектурою Алтай, до складу якої не входить; де-факто знаходиться під управлінням Сіньцзянського корпусу виробництва і будівництва. 

## Географія
Бейтунь розташовується у північній частині провінції у межах Джунгарської рівнини, лежить на схід від озера Улюнгур.

### Клімат
Місто знаходиться у зоні, котра характеризується кліматом степів і напівпустель. Найтепліший місяць — липень із середньою температурою 20.89 °C. Найхолодніший місяць — січень, із середньою температурою -17.26 °С.
| Клімат Бейтуня               | Клімат Бейтуня | Клімат Бейтуня | Клімат Бейтуня | Клімат Бейтуня | Клімат Бейтуня | Клімат Бейтуня | Клімат Бейтуня | Клімат Бейтуня | Клімат Бейтуня | Клімат Бейтуня | Клімат Бейтуня | Клімат Бейтуня | Клімат Бейтуня |
| Показник                     | Січ.           | Лют.           | Бер.           | Квіт.          | Трав.          | Черв.          | Лип.           | Серп.          | Вер.           | Жовт.          | Лист.          | Груд.          | Рік            |
| Абсолютний максимум, °C      | 0              | 2              | 20             | 29             | 33             | 42             | 42             | 40             | 36             | 26             | 16             | 3              | 42             |
| Середній максимум, °C        | −9             | −6,2           | 2,3            | 15,7           | 21,8           | 28,4           | 30,4           | 28,7           | 21,9           | 12,5           | 1,5            | −6,5           | 11,8           |
| Середня температура, °C      | −12,7          | −10,4          | −1,4           | 12,1           | 18,4           | 25             | 27             | 25             | 18,3           | 9,4            | −0,8           | −9             | 8,4            |
| Середній мінімум, °C         | −17,3          | −16,7          | −7,1           | 6,3            | 12,3           | 18,9           | 20,9           | 19,1           | 13             | 5,4            | −3,7           | −12,3          | 3,2            |
| Абсолютний мінімум, °C       | −33            | −31            | −30            | −15            | 1              | 8              | 12             | 11             | 2              | −6             | −17            | −33            | −33            |
| Норма опадів, мм             | 12.7           | 10.2           | 17.9           | 26.2           | 28             | 38.4           | 24.1           | 30.6           | 18.1           | 27.3           | 24.8           | 12.8           | 271.1          |
| Днів з опадами               | 3,2            | 3,3            | 3,8            | 5              | 7              | 7,6            | 6,8            | 7,2            | 4,7            | 6              | 5,4            | 4              | 64             |
| Вологість повітря, %         | 83.9           | 85             | 78.3           | 45.8           | 32.7           | 34.5           | 33             | 33.4           | 35.2           | 47.1           | 62.1           | 77.3           | 54             |
| ---------------------------- | -------------- | -------------- | -------------- | -------------- | -------------- | -------------- | -------------- | -------------- | -------------- | -------------- | -------------- | -------------- | -------------- |
| Джерело: Weather and Climate |                |                |                |                |                |                |                |                |                |                |                |                |                |